# Sotteville-lès-Rouen
Sotteville-lès-Rouen är en kommun i departementet Seine-Maritime i regionen Normandie i norra Frankrike. Kommunen är chef-lieu över 2 kantoner som tillhör arrondissementet Rouen. År 2022 hade Sotteville-lès-Rouen 29 039 invånare.

## Befolkningsutveckling
Antalet invånare i kommunen Sotteville-lès-Rouen
| Referens: INSEE |